# Brisingida
Ordre
Les Brisingida sont un ordre d'étoiles de mer d'eaux froides ou de grandes profondeurs, aux bras nombreux leur donnant une silhouette de soleils.

## Description et caractéristiques
Ce sont des étoiles de mer très particulières, parfois confondues avec des crinoïdes ou des ophiures gorgonocéphales : elles ont de six à vingt longs bras très souples et effilés, barbelés d'épines densément couvertes de pédicellaires en forme de mâchoires, dont elles se servent pour capturer le plancton dont elles se nourrissent (la nourriture étant acheminée par des podia particuliers). Elles peuvent mesurer jusqu'à près d'un mètre de diamètre (Midgardia xandaros).
Au niveau du squelette, ces étoiles sont caractérisées par une unique ligne de plaques marginales, un anneau de plaques fusionnées sur le disque, un nombre réduit de plaques aborales, et des séries de piquants sur les bras.
Ces espèces vivent toutes en grandes profondeurs, entre une centaine et plusieurs milliers de mètres, mais parfois moins profond dans les eaux polaires.
On compte à l'heure actuelle 70 espèces de brisingidées réparties en 17 genres et 5 familles, depuis une révision datant de 2023.
Leur nom vient d'une légende nordique, celle du Collier des Brísingar. La plupart des brisingidées portent ainsi des noms associés aux divinités du panthéon nordique : Freyella, Odinella, Midgardia...

## Liste des familles

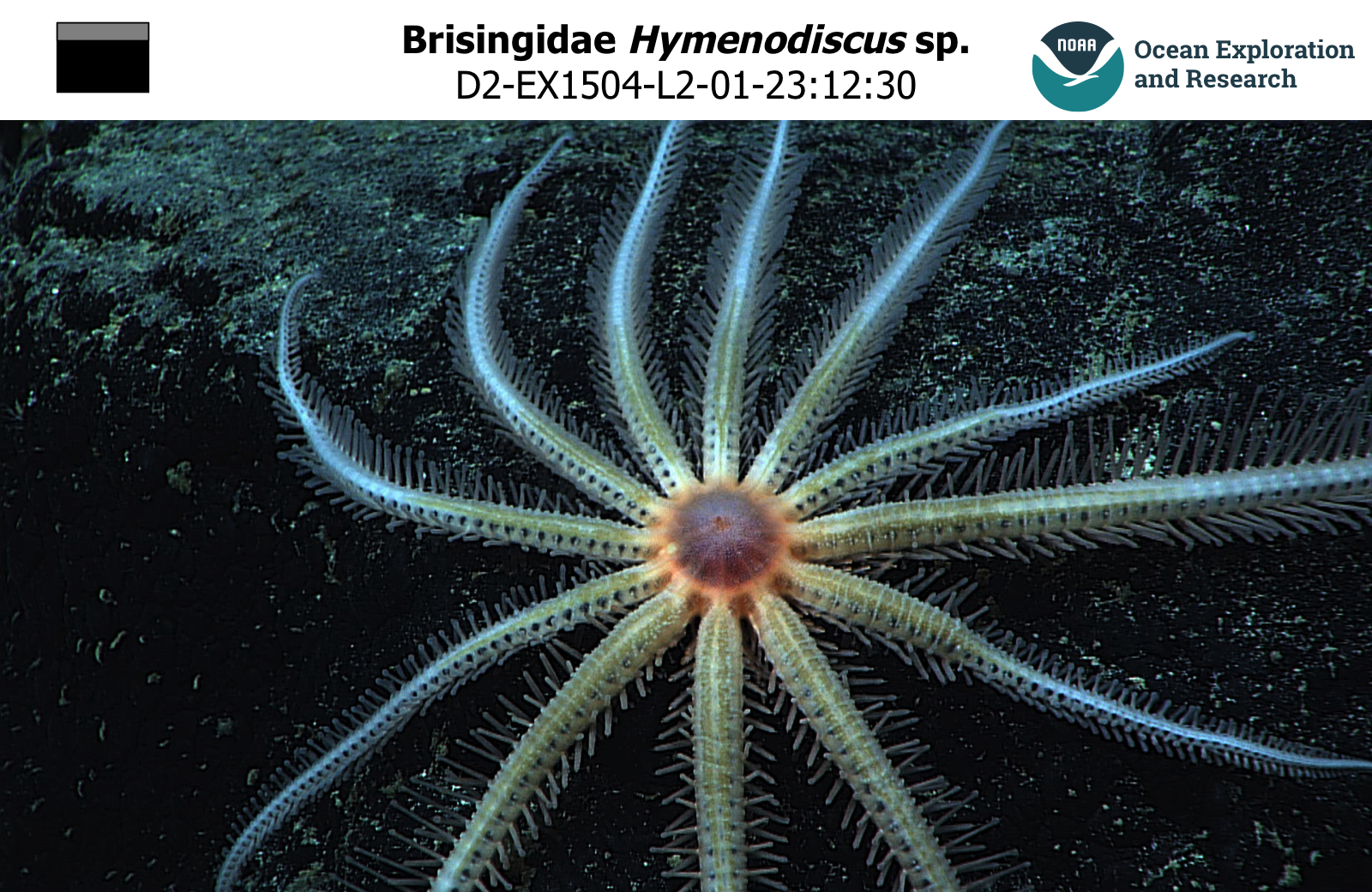
Hymenodiscus sp.

Selon World Asteroidea Database du World Register of Marine Species (11 mars 2025), sur la base de Zhang et al. 2023 : 
- famille Brisingasteridae Mah, 1998
  - genre Brisingaster de Loriol, 1883
- famille Brisingidae Sars, 1875
  - genre Astrolirus Fisher, 1917
  - genre Astrostephane Fisher, 1917
  - genre Brisinga Asbjørnsen, 1856
  - genre Brisingenes Fisher, 1917
  - genre Colpaster Sladen, 1889
  - genre Freyellaster Fisher, 1918
  - genre Hymenodiscus Perrier, 1884
  - genre Midgardia Downey, 1972
  - genre Lokiella Zhang & Mah, 2023
  - genre Parabrisinga Hayashi, 1943
  - genre Stegnobrisinga Fisher, 1916
- famille Freyellidae Downey, 1986
  - genre Astrocles Fisher, 1917
  - genre Freyastera Downey 1986
  - genre Freyella Perrier, 1885
- famille Novodiniidae Mah, 1998
  - genre Novodinia Dartnall, Pawson, Pope & B.J. Smith, 1969
- famille Odinellidae Mah, 1998
  - genre Odinella Fisher, 1940

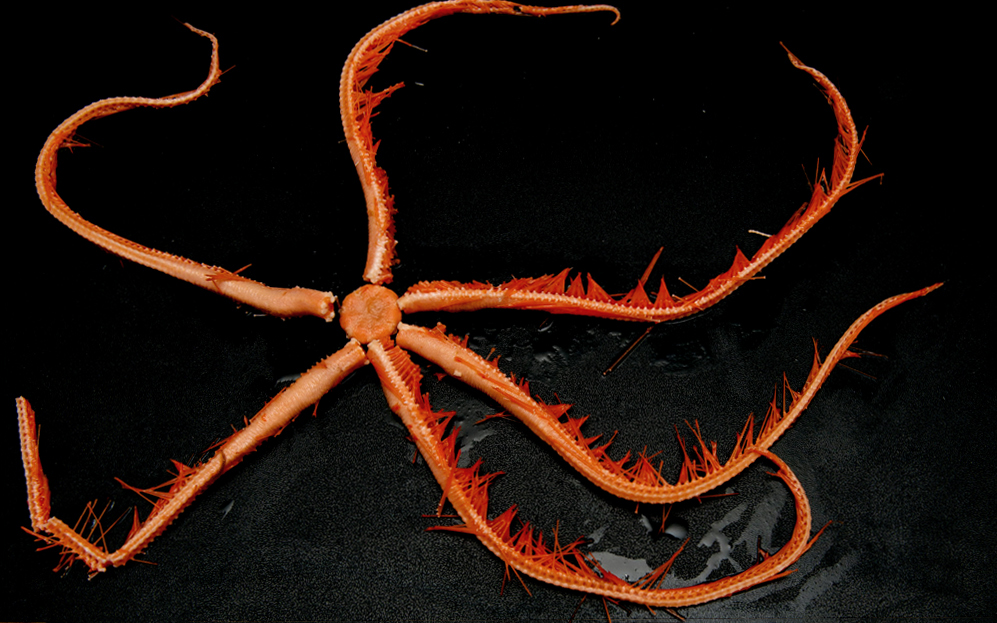
Astrolirus patricki
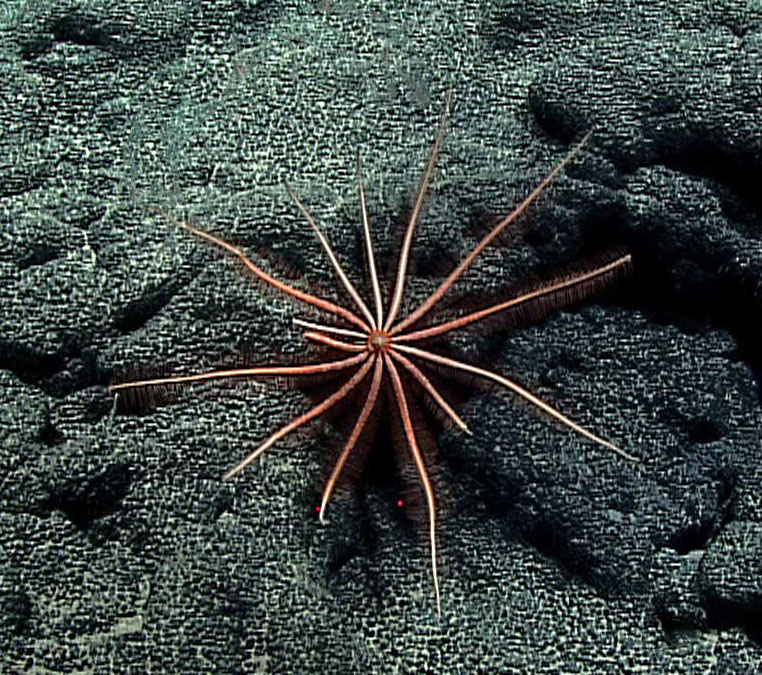
Brisinga panopla
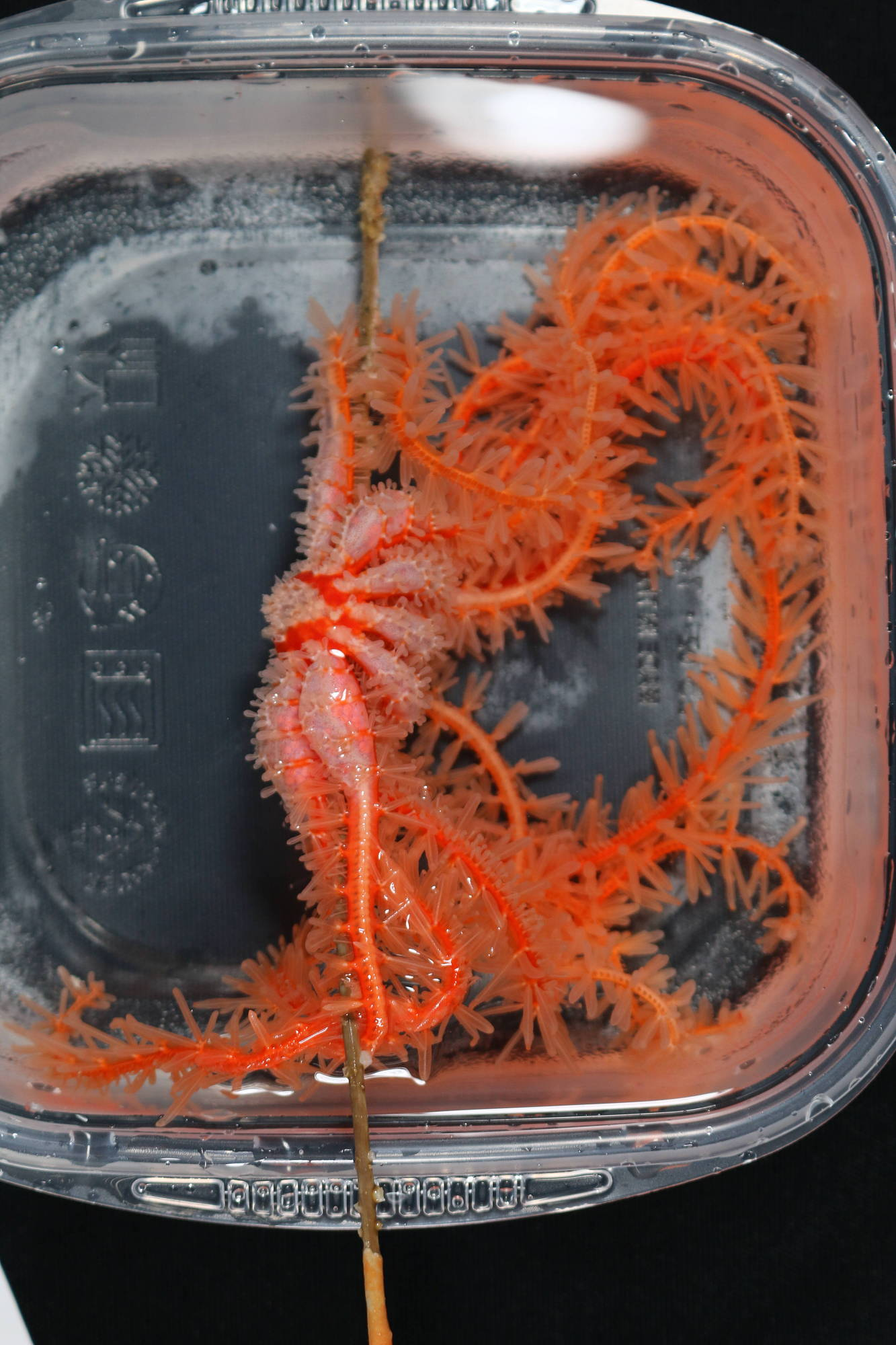
Brisingaster robillardi
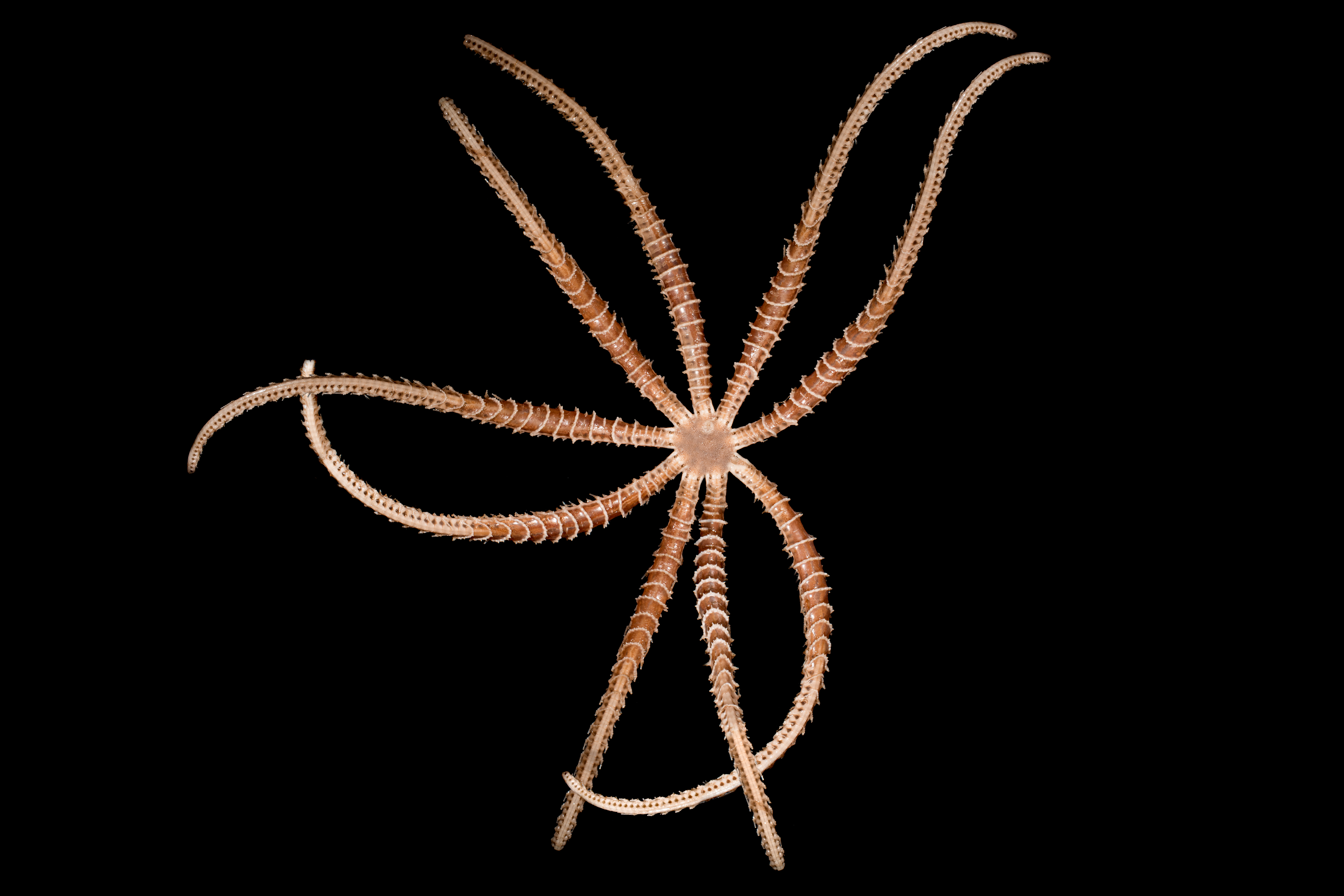
Hymenodiscus coronata
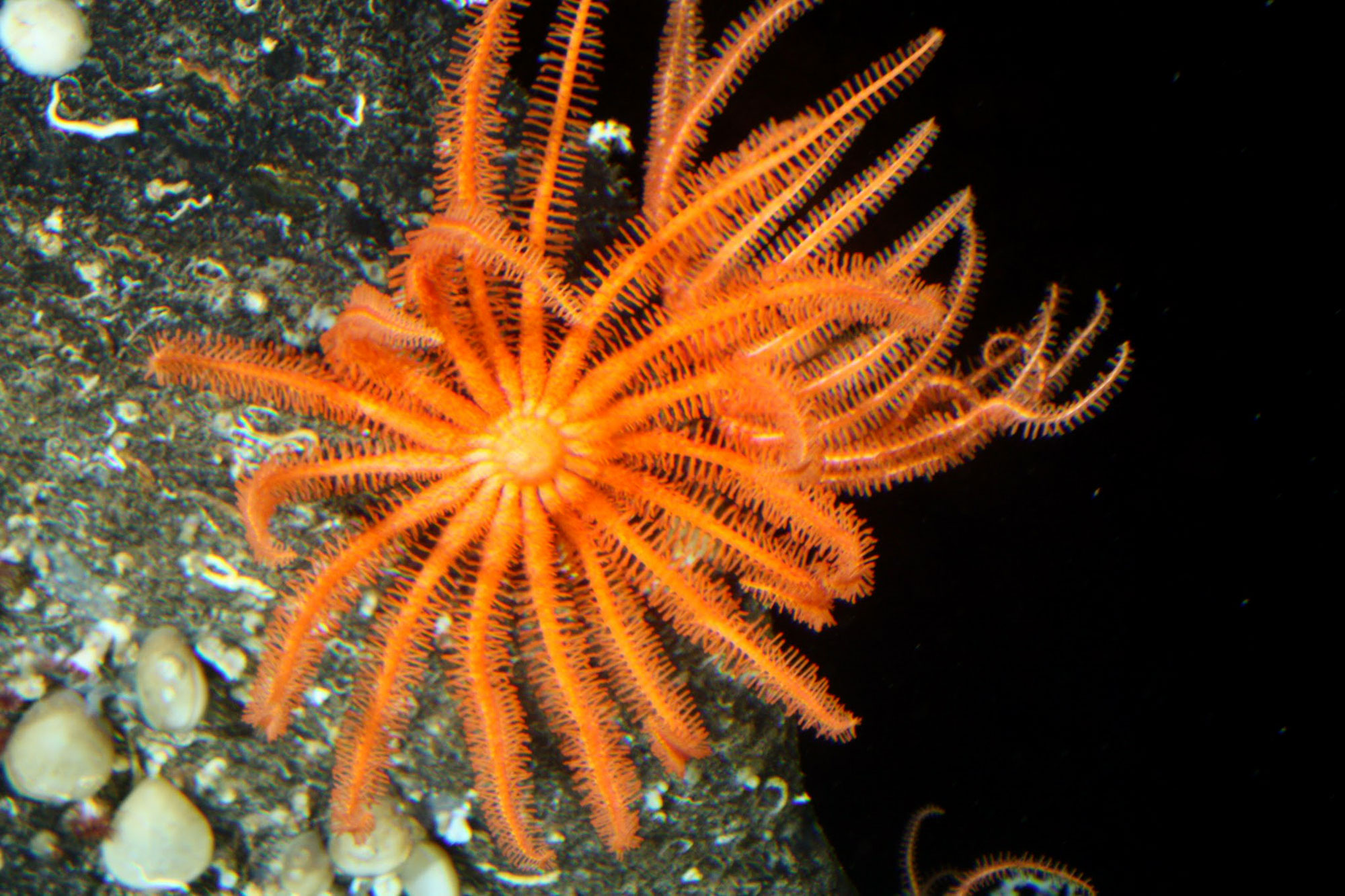
Novodinia antillensis
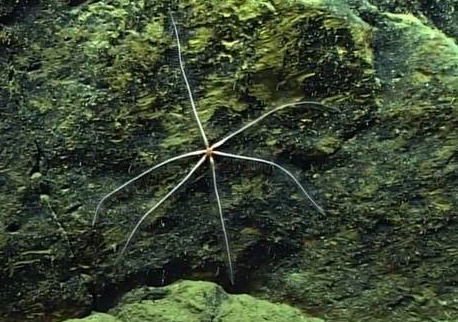
Freyastera sp. au large de Porto Rico (4 500 m de profondeur).
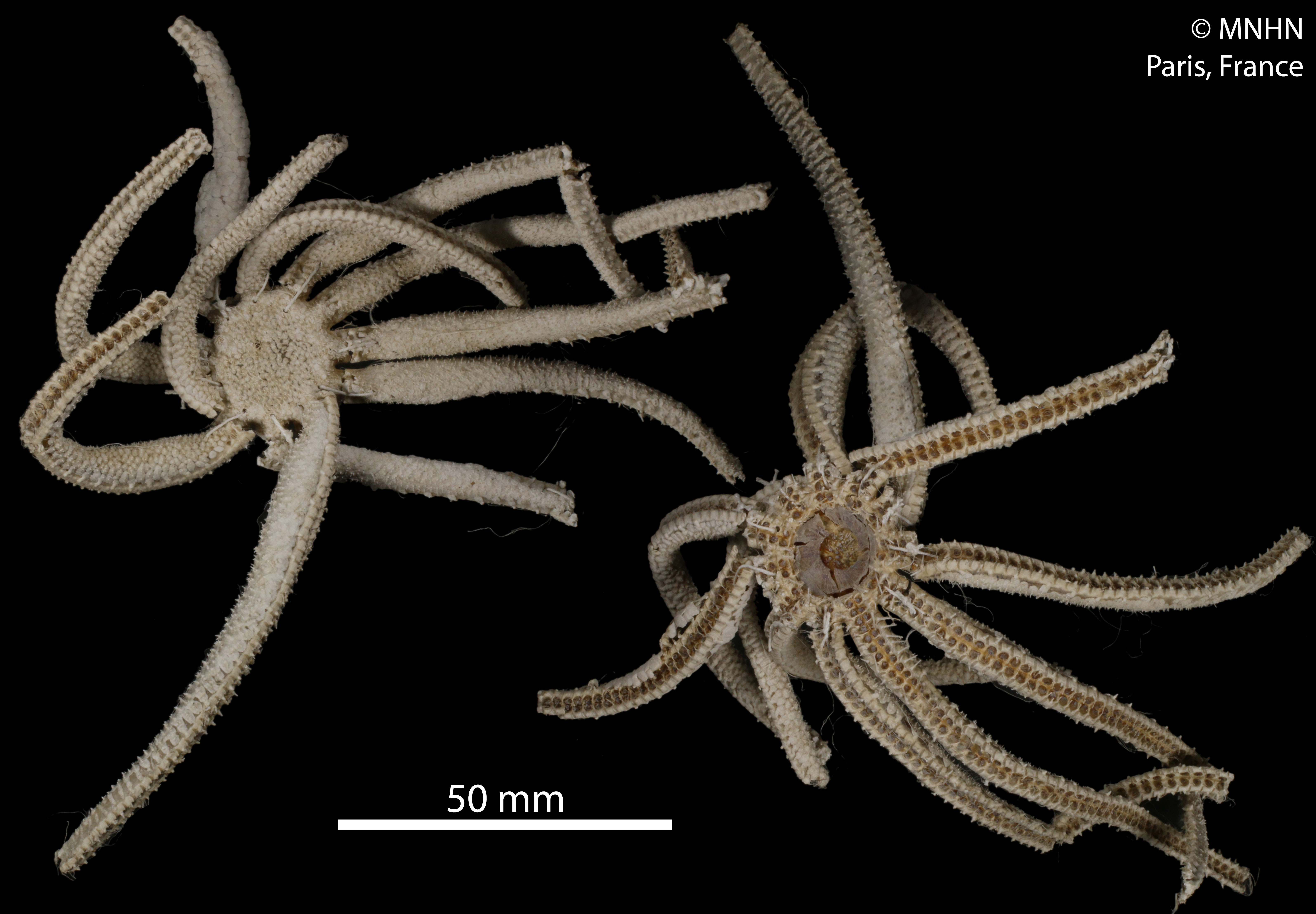
Freyella elegans (MNHN).

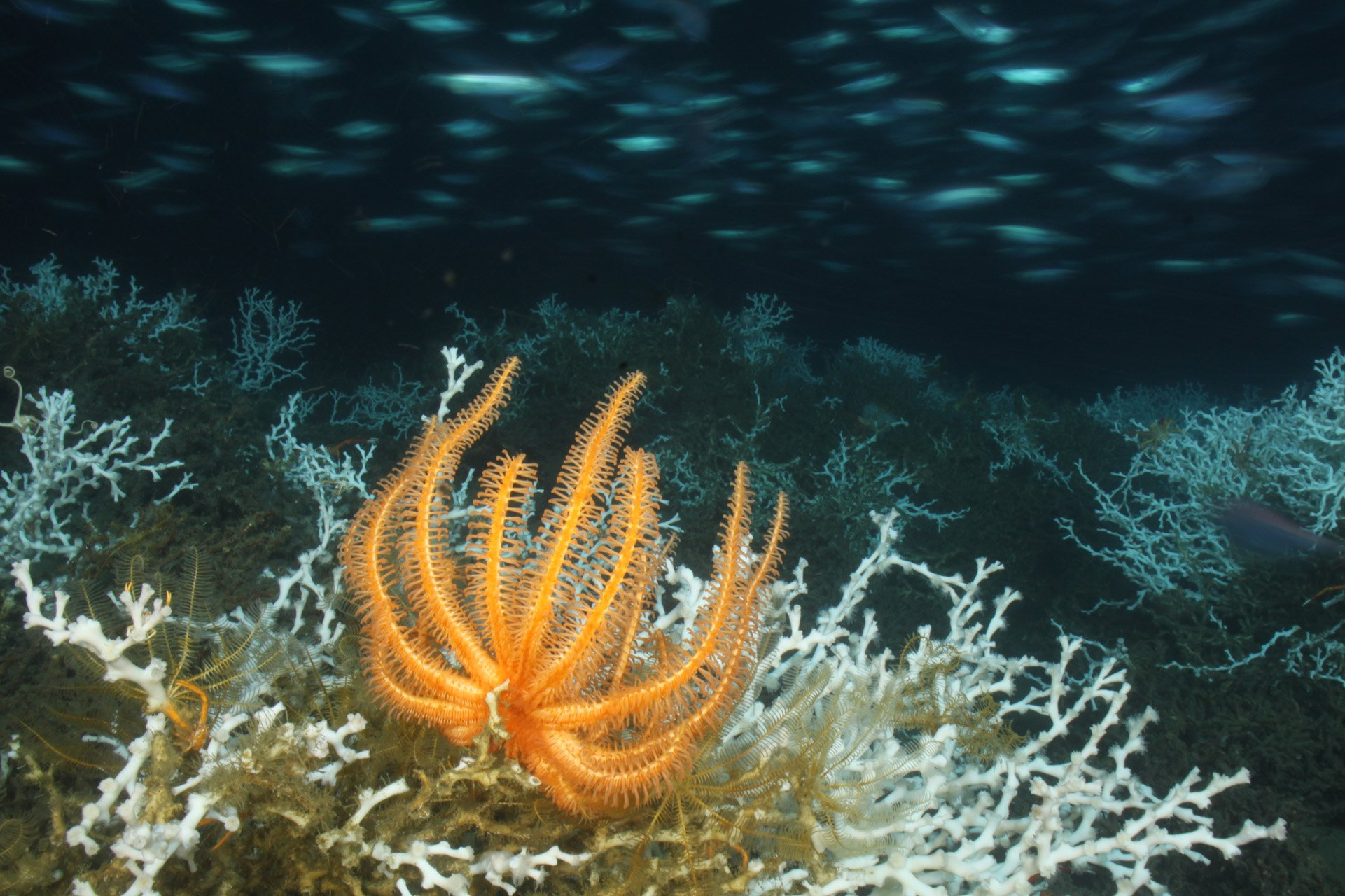
Novodinia antillensis
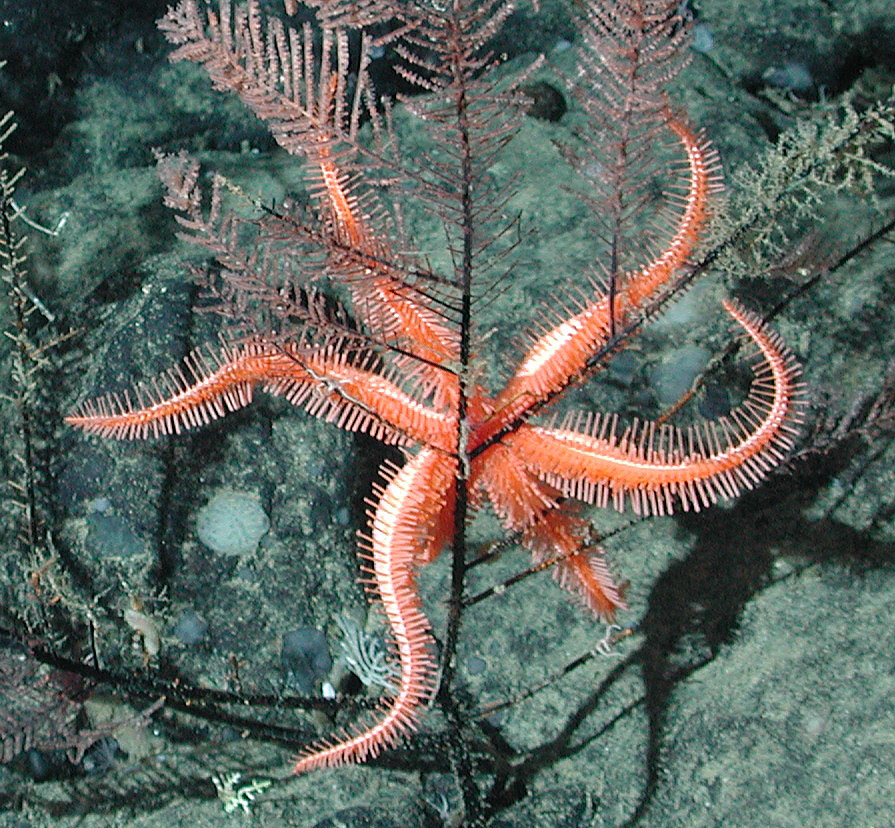
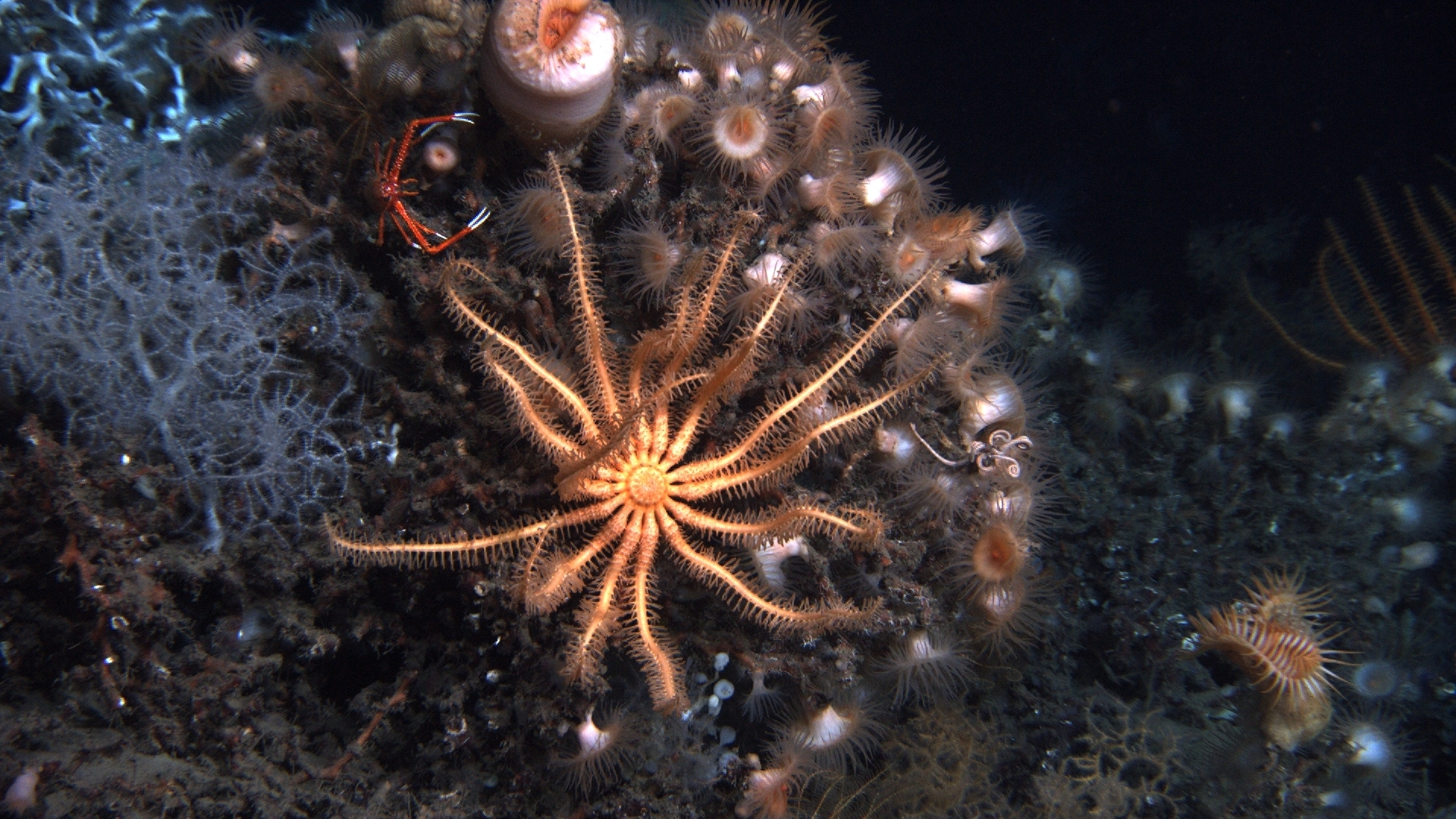
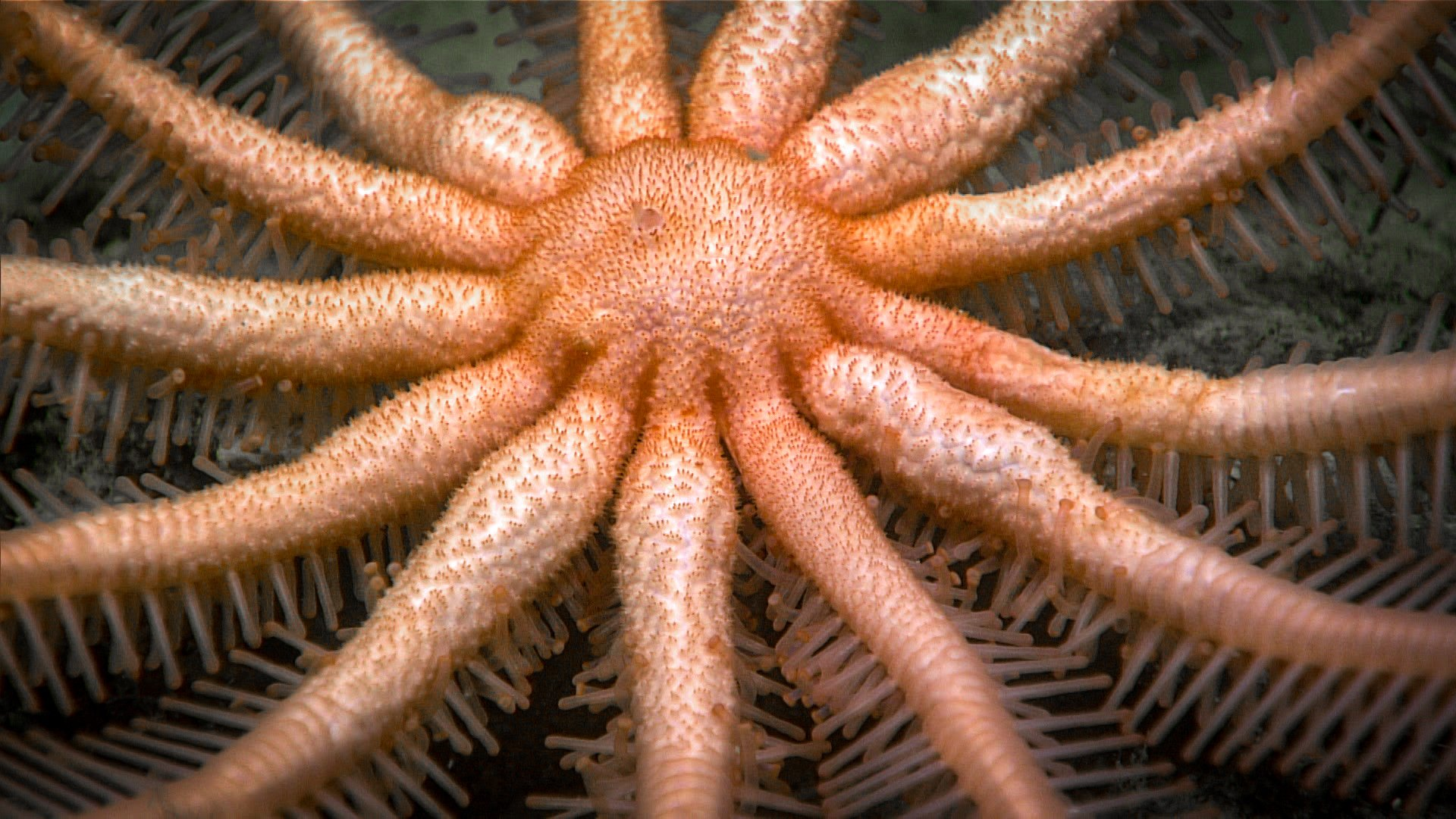
Freyella elegans observée in situ à grande profondeur par la mission Okeanos Explorer
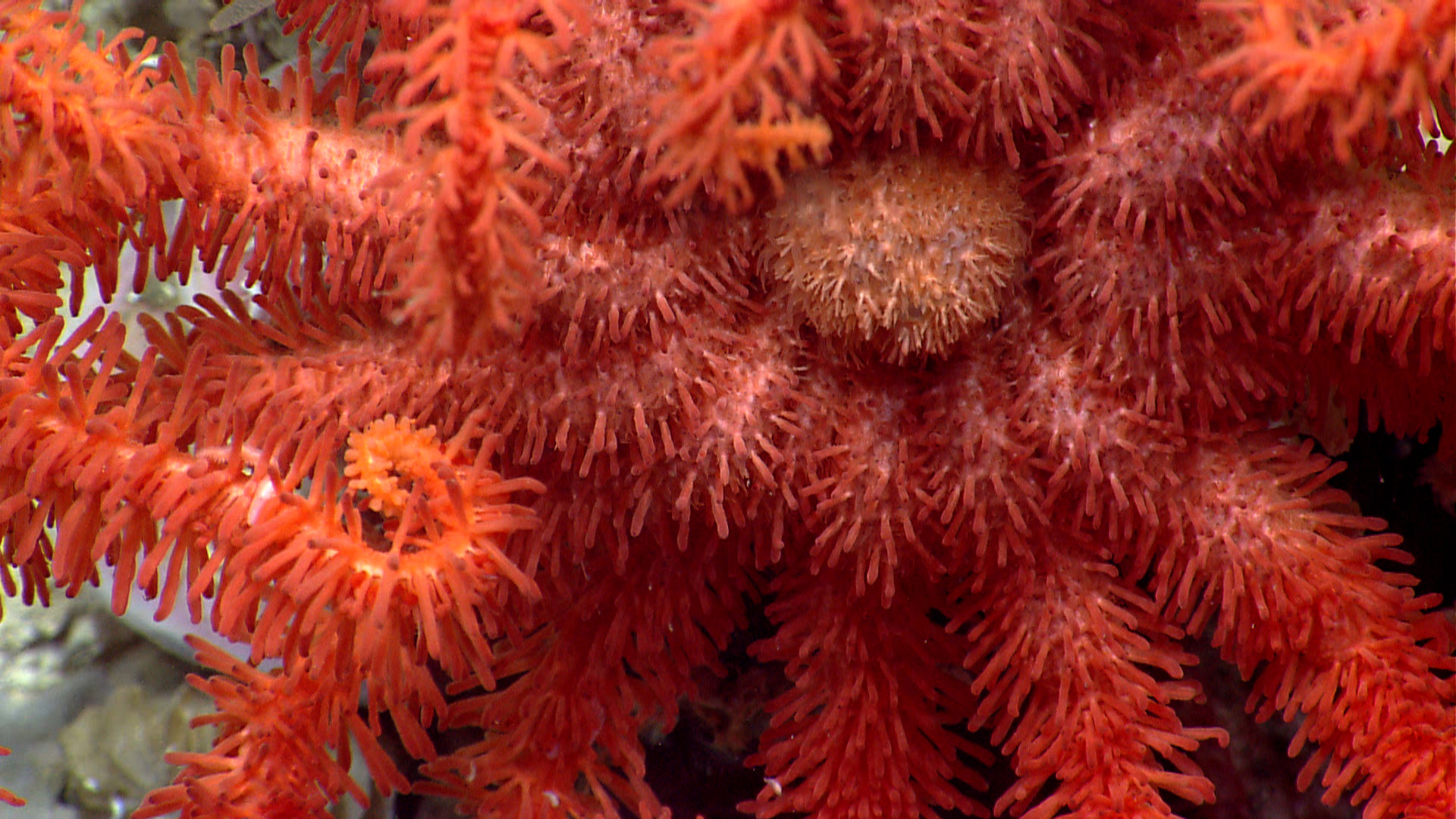
Gros plan sur l'anatomie d'une brisingidée.